# Sokolov
Sokolov (tjekkisk udtale: [ˈsokolof], indtil 1948 Falknov nad Ohří; tysk: Falkenau an der Eger) er en by i regionen Karlovy Vary i Tjekkiet med omkring 22.000 indbyggere.

## Inddeling
Landsbyerne Hrušková og Novina og området af den tidligere landsby Vítkov er administrative dele af Sokolov.

## Etymologi
Betydningen af det oprindelige tyske navn Falkenau var "falkens randskov", det oprindelige tjekkiske navn Falknov blev skabt ved transskription af det tyske navn. En legende fortæller at det var relateret til ridder Sebastians, som siges at have været grundlæggeren af byen,  hobby, som var falkejagt. Efter 2. verdenskrig, da det var kutyme at ændre navne af tysk oprindelse, blev byen omdøbt til Sokolov. Ifølge kommunistisk propaganda på det tidspunkt, var navnet ikke relateret til en falk (dvs. sokol på tjekkisk), men til slaget ved Sokolovo, hvor tjekkoslovakiske soldater havde kæmpet sammen med sovjetiske soldater på østfronten i 2. verdenskrig.

## Geografi
Sokolov ligger omkring 16 km  sydvest for Karlovy Vary. Den ligger hovedsageligt i Sokolov-bassinet. Den østlige del af kommunens område strækker sig ind i Slavkovskoven og omfatter Sokolovs højeste punkt, bakken Zelený močál der er 797 meter over havet. Floden  Ohře (Eger) løber gennem byen.
I den østlige udkant af byen ligger Michal-søen, en kunstig sø skabt af oversvømmelser af tidligere kulbrud. Den har et areal på 30 ha og tjener til rekreative formål.

## Historie
Den første skriftlige omtale af Sokolov er fra 13. april 1279 under navnet Falkenau/ Falknov. Byen var ejet  af de adelige familier Nothaft og senere Schlick. Familien Schlick byggede her et lille slot, som blev ombygget og udvidet i det 16. århundrede.
Efter Slaget ved Det Hvide Bjerg fik familien Nostitz Sokolov. Under Trediveårskrigen blev byen og slottet gentagne gange afbrændt. I det 18. århundrede skete der en stor udvidelse af byhåndværk og humledyrkning.
Indtil 1918 var byen en del af Østrig-Ungarn, leder af Falkenau/ Eger distrikt, der var en af de 94 Bezirkshauptmannschaften i Bøhmen. I 1919 blev byen, der var en del af det tyske sprogområde, udråbt til en del af Republikken Tysk-Østrig, men blev kort efter en del af Den Første Tjekkoslovakiske Republik .
Fra 1938 til 1945 var byen annekteret af Nazityskland og administreret som en del af Reichsgau Sudetenland. Under 2. verdenskrig var der ved Falkenau en underlejr til koncentrationslejren Flossenbürg. Lejren ved Falkenau blev erobret af den amerikanske 1. infanteridivision den 6. maj 1945. Næsten hele byens befolkning, som er tyskere, blev fordrevet efter 1945.

## Økonomi
Regionen er kendt for minedrift af brunkul. Den største arbejdsgiver  i byen er Sokolovská uhelná, et stort tjekkisk mineselskab.